# First Dates: Hotel
First dates: Hotel es una versión del dating show First Dates que, a diferencia del formato de origen, emitido en Cuatro, esta se emitió en Telecinco. El programa, que se desarrollaba en las instalaciones de un hotel, estaba presentado también por Carlos Sobera y se emitió entre el 23 de julio y el 27 de agosto de 2024, dejando sin emitir su último programa debido a sus bajas audiencias.

## Mecánica
A diferencia del formato original, en este caso, los solteros tienen sus citas en las instalaciones de un hotel ubicado en Moraira (Alicante) con el objetivo de encontrar el amor. Además, aparte de la cena habitual donde se conocen los participantes, el programa realiza un seguimiento para ver la evolución de estas historias en el spa, el gimnasio, la zona de cóctel y chill out o las habitaciones, entre otras zonas, e incluso en salidas fuera del hotel.

## Equipo
Presentadores
| Cadena        | Telecinco | Información          | Programas    |
| Año           | 2024      | Información          | Programas    |
| ------------- | --------- | -------------------- | ------------ |
| Carlos Sobera |           | Presentador titular. | Programa 1-6 |

Colaboradores
| Cadena                   | Telecinco | Información    | Programas    |
| Año                      | 2024      | Información    | Programas    |
| ------------------------ | --------- | -------------- | ------------ |
| Lidia Torrent            |           | Recepcionista. | Programa 1-6 |
| Adrián Pedraja           |           | Barman.        | Programa 1-6 |
| Arianna Aragón           |           | Camarera.      | Programa 1-6 |
| Rocío de Porres "Rolita" |           | Camarera.      | Programa 1-6 |
| Sergio López "DJ Keko"   |           | Botones y DJ.  | Programa 1-6 |

## Temporadas

### Temporada 1 (2024)
| N.º | Fecha de emisión     | Audiencia         |
| --- | -------------------- | ----------------- |
| 1   | 23 de julio de 2024  | 1 023 000 (12,7%) |
| 2   | 30 de julio de 2024  | 645 000 (8,2%)    |
| 3   | 6 de agosto de 2024  | 641 000 (8,2%)    |
| 4   | 13 de agosto de 2024 | 610 000 (8,5%)    |
| 5   | 20 de agosto de 2024 | 519 000 (7,2%)    |
| 6   | 27 de agosto de 2024 | 452 000 (5,8%)    |

## Audiencia media
| Temporada                              | Fecha | Programas | Cadena    | Espectadores | Cuota de pantalla |
| -------------------------------------- | ----- | --------- | --------- | ------------ | ----------------- |
| First Dates: Hotel (Primera temporada) | 2024  | 6         | Telecinco | 648 000      | 8,4%              |